# Eiderdänen
Eiderdänen ist die Bezeichnung für dänische Nationalliberale im 19. Jahrhundert, die das Herzogtum Schleswig in das Königreich Dänemark integrieren wollten und sich dementsprechend für die Eider als deutsch-dänische Grenze aussprachen. Der führende Vertreter der Eiderpolitik, Orla Lehmann, formulierte 1842 das Eiderprogramm. Hieraus wurde die Parole „Danmark til Ejderen!“ (dt.: Dänemark bis zur Eider!) abgeleitet, die der Parole der deutschen Nationalliberalen „Up ewig ungedeelt“ entgegenstand. Im Zusammenhang mit der Niederlage Deutschlands im Ersten Weltkrieg lebte die Forderung nach einer weitgehenden Eingliederung Schleswigs nach Dänemark noch einmal auf. Da ihre Vertreter diesmal das Danewerk als südliche Begrenzung eines dänischen Schleswig definierten, wurde von der Danewerkbewegung gesprochen.

## 19. Jahrhundert

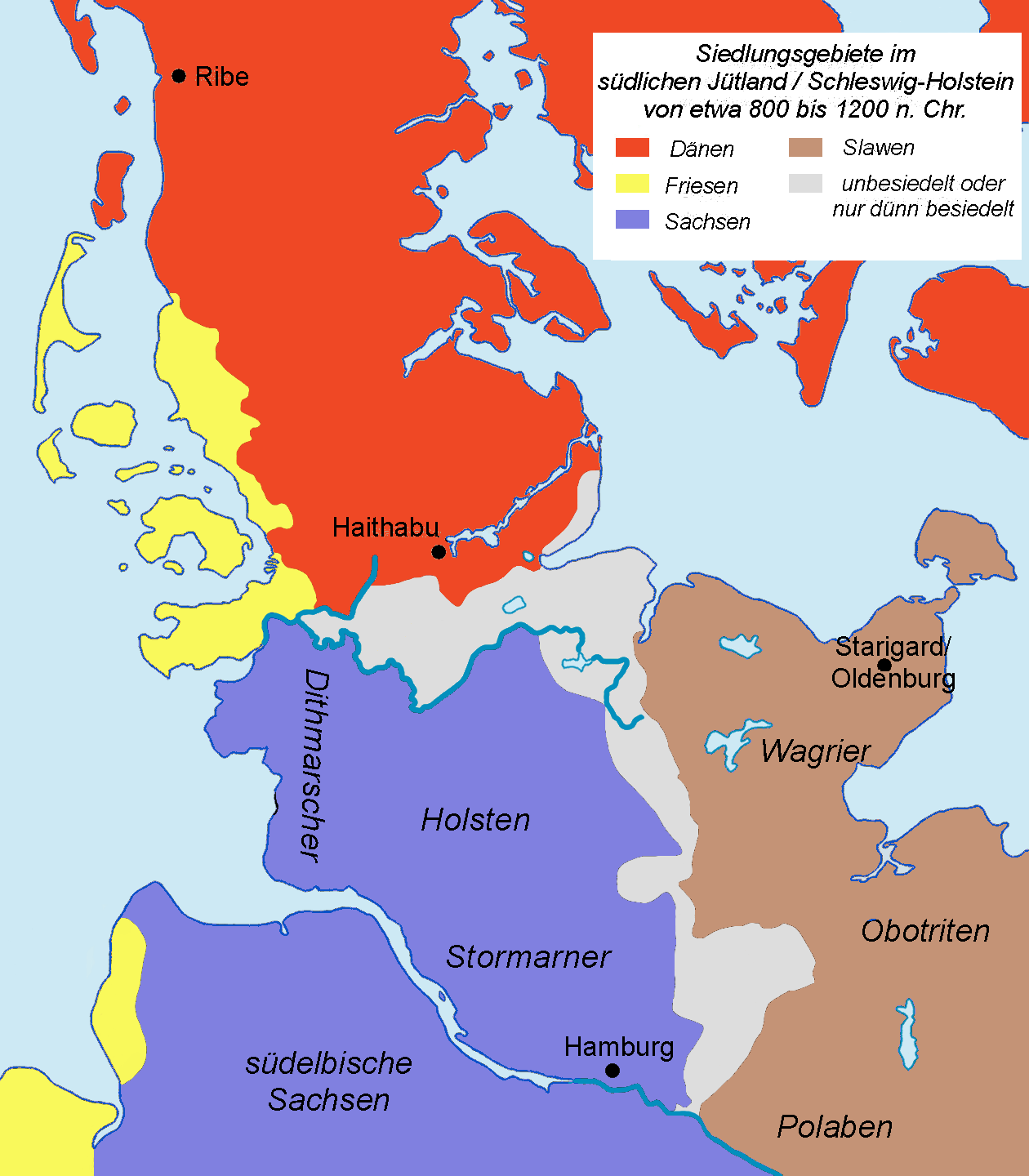
Das dänische und friesische Siedlungsgebiet erstreckte sich im Mittelalter nördlich der Eider. Zwischen dem dänischen und deutschen Siedlungsgebiet erstreckte sich damals kaum besiedelte Wildnis. Später breitete sich die deutsche Sprache auch nördlich der Eider aus.

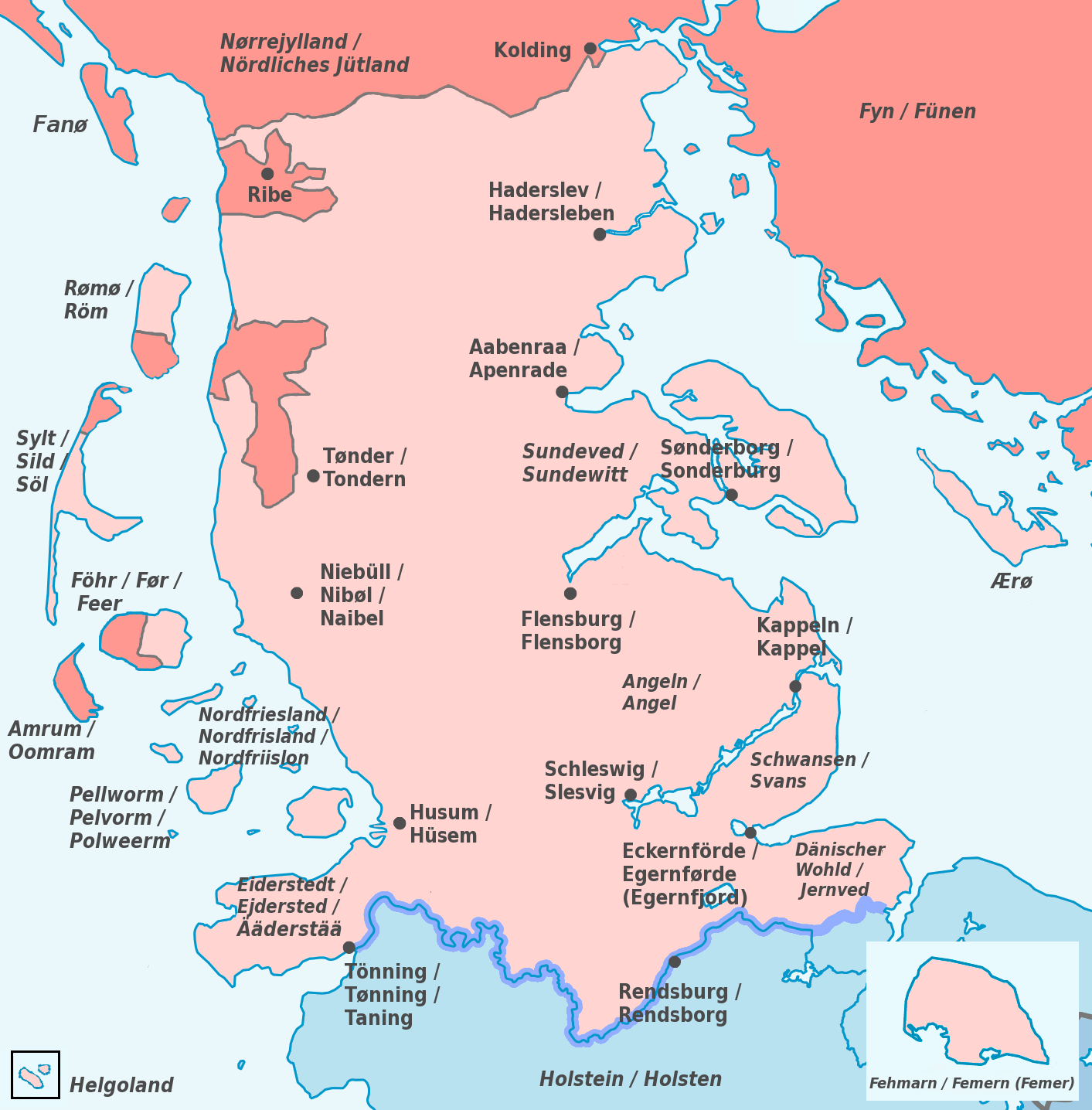
Die Eider bildete bis 1806 die Nordgrenze des Heiligen Römischen Reiches, von 1815–1864 des Deutschen Bundes.

Anteile Schleswigs, Holsteins und Lauenburgs an der Einwohneranzahl des Gesamtstaats

Die Eider markierte zusammen mit der Levensau die Südgrenze des Herzogtums Schleswig und seit 1815 zugleich die Nordgrenze des Deutschen Bundes. Schleswig war seit dem Mittelalter ein dänisches Lehen, Holstein ein Lehen des Römisch-Deutschen Reiches. Mit der Forderung nach einer vollständigen Eingliederung Schleswigs in das Königreich Dänemark standen die eiderdänisch ausgerichteten Nationalliberalen in unvereinbarem Gegensatz zu den deutschen Nationalliberalen, die die Aufnahme von Schleswig und Holstein in den Deutschen Bund als deutsches Doppelherzogtum favorisierten.
Beide liberale Gruppen verband die Forderung nach einer Verfassung und grundlegenden Freiheitsrechten, beide standen bis 1848 im Gegensatz zur aufgeklärt-absolutistischen Regierung in Kopenhagen, die monarchisch und konservativ ausgerichtet war und die Erhaltung des historisch gewachsenen dänischen Gesamtstaats unter Wahrung regional unterschiedlicher politischer Ordnungen anstrebte.
Nach dem Tod Christians VIII. am 20. Januar 1848 forderten die dänischen Nationalliberalen vom neuen König Friedrich VII. eine Verfassung unter Einbeziehung Schleswigs. Doch die Regierung hatte andere Pläne und erließ am 28. Januar das Forfatningsreskript („Verfassungserlass“). Darin wurden 52 Repräsentanten aus dem Gesamtstaat einberufen, die über das Verfahren zu einer freien Verfassung beraten sollten. Diese Männer sollten teilweise aus der Mitte der Ständeversammlungen gewählt, teils vom König, den Universitäten, dem Klerus und der Ritterschaft benannt werden. Die Vertreter aus den Herzogtümern Schleswig, Holstein und Lauenburg sollten dabei die Hälfte der Sitze einnehmen, die andere Hälfte bestand aus Vertretern des restlichen Königreichs.
Im März 1848 sah sich der König jedoch genötigt, erstmals eine bürgerliche Regierung (Märzministerium) zu ernennen, die sich aus Nationalliberalen und konservativen Gesamtstaatsbefürwortern zusammensetzte. Unter den Deutschgesinnten in den Herzogtümern wurde die Einbindung Schleswigs in das Königreich befürchtet, so dass sie im gleichen Monat in Kiel eine Provisorische Regierung bildeten, die mit deutschen Nationalliberalen und Konservativen besetzt war. Während die dänischen Nationalliberalen die Integration Schleswigs in das Königreich Dänemark wünschten, forderten die deutschen Nationalliberalen unter dem Schlagwort „Up ewig ungedeelt“ den Anschluss eines vereinigten Schleswig-Holsteins in den Deutschen Bund. In Folge kam es zur Schleswig-Holsteinischen Erhebung (im Dänischen als „Dreijähriger Krieg“ oder „Aufruhr“ bezeichnet). Jedoch wurde sowohl in der Paulskirchenverfassung vom März 1849 als auch im dänischen Grundgesetz (Grundlov) vom Juni 1849 die Frage nach der nationalen Zugehörigkeit Schleswigs offen gelassen.
Der Bürgerkrieg endete 1851 mit der Rückkehr zum gemäßigt konservativen Regiment. In vielen Gemeinden Mittelschleswigs wurden im gleichen Jahr in Reaktion auf den fortschreitenden Sprachwechsel vom Dänischen zum Deutschen dänische Sprachreskripte eingeführt. Sie lösten die deutsche Sprache als Unterrichtssprache zugunsten des Dänischen im Wesentlichen ab und führten im Bereich der Kirchensprache zu einem Nebeneinander von Deutsch und Dänisch.
Ein Jahr später garantierte das Londoner Protokoll die Integrität des dänischen Gesamtstaates als „europäische Notwendigkeit und ständiges Prinzip“. Zugleich sollten die Herzogtümer als eigenständige Einheiten behandelt werden und vor allem Schleswig verfassungsrechtlich nicht enger an Dänemark gebunden werden als bisher. Dennoch setzte der Deutsche Bundestag in Frankfurt bereits 1858 die für den Gesamtstaat geltende Verfassung im Herzogtum Holstein außer Kraft.
Zu Beginn der 1860er Jahre waren erneut Minister der eiderdänischen Partei an der Regierung in Kopenhagen beteiligt. Nachdem die Gesamtstaatsverfassung von 1855 sowohl vom Deutschen Bund als auch von der Holsteinischen Ständeversammlung verworfen wurde, verabschiedete die dänische Regierung im November 1863 die sogenannte Novemberverfassung, die das Herzogtum Schleswig verfassungsrechtlich stärker an Dänemark band und von Holstein entfernte, womit aus deutscher Sicht ein Bruch der Bestimmungen des Londoner Protokolls von 1852 vorlag. Dieses veranlasste den Deutschen Bund im Dezember 1863 zu einer Bundesexekution im Herzogtum Holstein. Nachdem die dänische Regierung die Novemberverfassung nicht zurückgezogen hatte, überschritten am 2. Februar 1864 schließlich preußische und österreichische Truppen unter Protest des Deutschen Bundes die Eider nach Schleswig, womit der Deutsch-Dänische Krieg zwischen Preußen und Österreich auf der einen und Dänemark auf der anderen Seite ausbrach. Verhandlungen über eine mögliche nationale Teilung Schleswigs auf der Londoner Konferenz 1864 scheiterten. Im Ergebnis musste Dänemark Schleswig und Holstein am 30. Oktober 1864 an Preußen und Österreich abtreten. 
Damit war die eiderdänische Politik gescheitert. Der Friedensvertrag zwischen Preußen und Österreich 1866 stellte zwar eine Volksabstimmung zur Festlegung der dänischen Südgrenze in Aussicht. Doch sollte die preußische Regierung nie Interesse an einer Umsetzung zeigen.

## Pariser Friedenskonferenz 1919
Nach dem Ersten Weltkrieg gab es die historische Möglichkeit, Schleswig oder Teile hiervon für Dänemark zurückzugewinnen. In Hinblick auf eine zukünftige deutsch-dänische Grenze entwickelten sich auf dänischer Seite im Wesentlichen drei Positionen. Zum einen wurde für eine Rückkehr Nordschleswigs ohne Einbeziehung Flensburgs, zum anderen für eine Rückkehr Nordschleswigs mit Einbeziehung Flensburgs und zum Dritten für eine Rückkehr Schleswigs bis zum Danewerk argumentiert. Die verschiedenen nationalistischen Kreise, die letztere Forderung vortrugen, wurde seinerzeit mit dem Ausdruck „Danewerkbewegung“ zusammengefasst. Die Möglichkeit einer dritten Abstimmungszone bis zum Danewerk wurde von der linksliberalen Regierung Zahle II jedoch auf der Pariser Friedenskonferenz 1919 verworfen, so dass letztlich in zwei Abstimmungszonen im nördlichen und mittleren Schleswig abgestimmt wurde. Im südlichen Schleswig fanden keine Abstimmungen mehr statt. Die nördliche Zone bildete später das Sønderjyllands Amt, heute Teil der Region Syddanmark. Die mittleren Zone bildet heute den nördlichen Teil des heutigen Südschleswigs im Bundesland Schleswig-Holstein. Insbesondere über den Verbleib der Stadt Flensburg bei Deutschland kam es 1920 zu einer innenpolitischen Kontroverse, die zur Entlassung der linksliberalen Regierung durch König Christian X. führte und in eine Verfassungskrise mündete.

## Belege
1. ↑  Politikens Etbinds Danmarkshistorie (2005), S. 232.
2. ↑  Grænseforeningens Lexikon: Sprogreskripter af 1851 (Regenburgske) (Memento des Originals vom 30. Oktober 2014 im Internet Archive)  Info: Der Archivlink wurde automatisch eingesetzt und noch nicht geprüft. Bitte prüfe Original- und Archivlink gemäß Anleitung und entferne dann diesen Hinweis. und Grænseforeningens Lexikon: Sprogreskripter af 1851
3. ↑  Aarhus Universitet: Genforeningen 1920 - den danske splittelse